# Michał Piotrowski (fotograf)
Michał Piotrowski (ur. 1970 w Jaworznie) – polski artysta fotograf. Członek rzeczywisty i Artysta Fotoklubu Rzeczypospolitej Polskiej (AFRP). Członek Towarzystwa Przyjaciół Sztuk Pięknych w Nowym Sączu. Członek Krynickiego Towarzystwa Fotograficznego. 

## Życiorys
Michał Piotrowski jest absolwentem Wydziału Artystycznego Uniwersytetu Marii Curie-Skłodowskiej w Lublinie. Urodził się na Śląsku, od 1975 roku do 1997 mieszkał w Bochni. Od 1997 roku mieszka, pracuje i tworzy w Nowym Sączu – fotografuje od 1979 roku. Po raz pierwszy zaprezentował swoje fotografie w 1986 roku, na wystawie Kwiat róży. Miejsce szczególne w jego twórczości zajmuje fotografia portretowa oraz fotografia socjologiczna – często tworzona w dawnych, szlachetnych technikach fotograficznych. 
Michał Piotrowski jest autorem i współautorem wielu wystaw fotograficznych; indywidualnych, zbiorowych, poplenerowych, pokonkursowych; krajowych i międzynarodowych – w Polsce i za granicą. Brał aktywny udział w wielu Międzynarodowych Salonach Fotograficznych, (m.in.) organizowanych pod patronatem Międzynarodowej Federacji Sztuki Fotograficznej FIAP, zdobywając wiele medali, nagród, wyróżnień, dyplomów oraz listów gratulacyjnych. Prowadzi wiele pokazów, prelekcji oraz warsztatów fotograficznych – m.in. dotyczących stosowania dawnych, szlachetnych technik fotograficznych, takich jak guma chromianowa, mokry kolodion, buritypia, ambrotypia, technika pigmentowa, cyjanotypia, talbotypia. W 2001 roku został członkiem rzeczywistym Krynickiego Towarzystwa Fotograficznego. Od 2006 roku prowadzi stacjonarne warsztaty fotograficzne w Zespole Szkół Katolickich w Nowym Sączu.  
W 2017 roku Michał Piotrowski został przyjęty w poczet członków Fotoklubu Rzeczypospolitej Polskiej Stowarzyszenia Twórców (legitymacja nr 417). W 2018 roku został uhonorowany Medalem „Za Zasługi dla Fotografii Polskiej” – odznaczeniem przyznawanym przez Kapitułę Fotoklubu Rzeczypospolitej Polskiej Stowarzyszenia Twórców – w 100. rocznicę odzyskania przez Polskę niepodległości. W 2020 odznaczony Brązowym Medalem „Za Fotograficzną Twórczość” – odznaczeniem ustanowionym przez Zarząd i przyznawanym przez Kapitułę Fotoklubu Rzeczypospolitej Polskiej Stowarzyszenia Twórców, w odniesieniu do obchodów 25-lecia powstania Fotoklubu RP. 

## Odznaczenia
- Odznaka honorowa „Zasłużony dla Kultury Polskiej”
- Medal „Za Zasługi dla Fotografii Polskiej” (2018)[21]
- Brązowy Medal „Za Fotograficzną Twórczość” (2020)[20]
- Brązowy Medal „Zasłużony Kulturze Gloria Artis” (2023)[22][23]

Źródło

## Cykle fotograficzne
- Znalezione w Polsce[24]
- Paszyńskie perełki
- W cieniu wielkanocnych palm
- Święto Dzieci Gór[5]
- Retrospekcja
- Miniatury Jazzowe

Źródło

## Wystawy indywidualne
- Dziewczyna w okularach – Zamek Tropsztyn, Wytrzyszczka 2025[25]
- Dziewczyna w okularach – Gminna Biblioteka Publiczna w Chełmcu 2025[26]
- Kadisz – Dom Jakuba, Nowy Sącz 2025[27]
- Róbmy swoje – 45 lat z aparatem – Galeria Sądeckiej Biblioteki Publicznej, Nowy Sącz 2025[28]
- Dziewczyna w okularach – Pijalnia Główna, Krynica Zdrój 2024[29]
- Pejzaże z cyklu Znalezione w Polsce – Pijalnia Główna, Krynica Zdrój 2024[23]
- Życie miast i wsi – Zamek Tropsztyn 2024[30]
- Oto człowiek – Gminna Biblioteka Publiczna, Chełmiec 2024[31]
- Zamki, dwory i pałace z cyklu Znalezione w Polsce – Pijalnia Główna, Krynica-Zdrój 2023[32]
- Pejzaże z cyklu Znalezione w Polsce – Centrum informacji turystycznej, Nowy Sącz 2023[33]
- Pejzaże z cyklu Znalezione w Polsce – Jasielski Dom Kultury, Jasło 2022[34]
- Panachyda z cyklu Znalezione w Polsce – Pijalnia Główna, Krynica-Zdrój 2022[35]
- Wspomnienia 1918 – Galeria F10, Warszawa 2022[36]
- Nekropolie  cykl Znalezione w Polsce – Bochnia 2020 i 2021, Nowy Sącz 2020, wirtualna 2020
- Pejzaże cykl Znalezione w Polsce – Bardejów 2021, Stary Sącz 2021, Kalwaria Zebrzydowska 2020, Chełmiec 2019,  Zamek Tropsztyn 2019
- Kardiogram czyli 40 lat za aparatem – Nowy Sącz 2019
- Wspomnienia 1918 – Biecz 2021, Muszyna 2019, Chełmiec 2019, Gdańsk, Marcinkowice 2018, Zamek Nowy Wiśnicz, Zamek Tropsztyn, Bobowa, Stary Sącz, Zakliczyn, Nowy Sącz, Bardejów (Słowacja) 2018, Krynica 2017
- Dzieci Gór – Stary Sącz, Nowy Sącz 2017
- 25 spojrzeń – Stary Sącz, Nowy Sącz 2017
- Miniatury Jazzowe – Czchów 2021, Bochnia 2020, Nowy Sącz, Zamek Tropsztyn 2017
- 20 spojrzeń – Zamek Tropsztyn 2016
- Patrząc inaczej – Zamek Tropsztyn 2015
- Retrospekcja – Jasło 2017, Mogilany 2016, Niepołomice, Szymbark 2015, Limanowa 2014 / 15
- Między fotografią a grafiką – Nowy Sącz 2019, Chełmiec 2018, Mogilany 2016, Podkowa Leśna 2015 / 16, Szczawnica, Nowy Sącz 2015, Bardejów (Słowacja) 2014
- Niebieskie widoki – Zamek Tropsztyn 2014, Chełmiec 2013
- Przeżyć Historię – Łabowa 2013
- Rekonstrukcje i nie tylko – Niepołomice 2013
- Oczami dziewiętnastowiecznej Woodburytypi – Zamek Tropsztyn 2013
- Kontemplacja – Kamianna 2014, Zamek Tropsztyn 2011, Lublin  2011, Bardejów (Słowacja) 2011, Kazimierz Dolny 2011
- W cieniu wielkanocnych palm – Krynica 2021, Muszyna 2020, Stary Sącz 2017, Nowy Sącz 2015, Biczyce 2013, Czyrna, Nowy Sącz 2011, Krynica 2010 / 11, Zamek Tropsztyn 2010
- 30 lat z aparatem – Nowy Sącz 2010
- Paszyńskie Perełki – Stary Sącz 2013, Bardejów (Słowacja) 2010, Krynica Zdrój, Zamek Tropsztyn 2009
- Co nas łączy – Bardejow (Słowacja) 2009
- Mix – Bardejow (Słowacja) 2008
- Patrząc na przyrodę – Stary Sącz 2007;
- Małe jest piękne. Święto Dzieci Gór – Zamek Tropsztyn 2007
- Kaczyka – Śladami Polaków na Bukowinie Rumuńskiej – Bochnia, maj 2007
- Święto Dzieci Gór – Spoza estrady – Krynica Zdrój 2006
- Święto Dzieci Gór – Chełmiec 2017, Kaliningrad (Rosja) 2012, Stary Sącz 2012, Nowy Sącz 2011. Stary Sącz 2009, Nowy Sącz 2005
- Fot.n.a.– Fotografia Niekoniecznie Artystyczna – Nowy Sącz 2005
- Między niebem a ziemią – Zamek Tropsztyn 2011, Bardejów (Słowacja) 2010, Stara Lubownia (Słowacja), Zamek Tropsztyn 2008, Nowy Sącz, Krynica Zdrój 2004;
- Epitafium – Bochni 1992
- Oto człowiek – Chełmiec 2015, Zamek Tropsztyn 2012, Bochnia 1991
- Kwiaty – Brzesko 1987
- Kwiat róży – Bochnia 1986

Źródło